# Валлумбілла – Брисбен
Валлумбілла – Брисбен – газопровід у австралійському штаті Квінсленд. Офіційно відомий як Roma to Brisbane Pipeline (RBP).
В 1961 році в районі містечка Рома почалась розробка покладів газу, при цьому спершу блакитне паливо використовували для живлення ТЕС Рома. В 1969-му ввели в дію трубопровід до Брисбену, що мав довжину 397 кілометрів та був виконаний в діаметрі 250 мм. З 1988 по 2002 роки кількома чергами спорудили другу нитку, яка має довжину 406 кілометрів при діаметрі 400 мм. Також система включає ділянку в межах агломерації Брисбену, що веде до промислової зони Гібсон-Айленд і має довжину 40 кілометрів (з них 38 кілометрів в діаметрі 300 мм та решта з діаметром 200 мм).
З 1981 по 1987 роки на трасі RBP спорудили компресорні станції у Юлеба (Yuleba), Конадмайн, Коган, Далбі, Оакі та Гаттоні. Після завершення другої нитки їх реконфігурували так, що станції в Юлеба, Коган та Оакі працювали з ниткою 250 мм, тоді як Конадмайн, Далбі та Гаттоні перекачували ресурс по 400-мм нитці. В 2012-му станцію в Далбі суттєво підсилили, після чого об’єкти в Конадмайн та Гаттоні вивели з експлуатації (також наразі вже зупинена станція в Юлеба). 
Операційний тиск трубопроводу становить 9,6 МПа (для завершальної ділянки до Гібсон-Айленд він складає 4,6 МПа). Пропускна здатність системи наразі дорівнює 6,2 млн м3 на добу.
З 1996-го додатковий ресурс для транспортування подав з басейну Ероманга газопровід Баллера – Валлумбілла, а в 2000-х роках почалась розробка покладів метану вугільних пластів басейнів Сурат та Боуен, продукція яких може надходити напряму до Валлумбілла – Брисбен по трубопроводам Скотія/Піт – Валлумбілла-Брисбен, Бреймар 1, Бреймар 2 та перемичкам від установок підготовки Віндібрі, Кенія (обидві також сполучені з газопроводом Віндібрі – Валлумбілла) та Коган-Норт. 
В той же час, вихідний пункт у Валлумбіла перетворився на газовий хаб, куди продукція басейнів Боуен та Сурат може надходити через трубопроводи Ферв'ю – Валлумбілла, Спрінг-Галлі – Валлумбілла, Ріді-Крік – Валлумбілла, Талінга – Валлумбілла (втім, всі їх вихідні установки підготовки наразі безпосередньо під’єднані до потужних трубопровідних систем, що ведуть заводів зі зрідження на острові Кертіс-Айленд). Нарешті, хаб у Валлумбілла надає доступ до підземних сховищ газу Рома,Сілвер-Спрінгс та Ньюстед.
Ще одним наслідком розробки зазначених басейнів стало перетворення західної ділянки RBP на бідирекціональну, так що вона теж може використовуватись для подачі ресурсу до хабу у Валлумбілла.
Великими споживачами протранспортованого по RBP природного газу є чи були комплекс з виробництва добрив Гібсон-Айленд, ТЕС Оакі, ТЕС Суонбенк, нафтопереробний завод у Літтоні.